# كانتا وادا
كانتا وادا (باليابانية: 和田 幹大) (مواليد 1 سبتمبر 1996) هو لاعب كرة قدم ياباني.

## وصلات خارجية
- كانتا وادا على موقع رابطة كرة القدم اليابانية للمحترفين (اليابانية)
- كانتا وادا على موقع Soccerway.com (الإنجليزية)